# Калітвінцев Владислав Юрійович
Владисла́в Ю́рійович Калі́твінцев (нар. 4 січня 1993, Москва, Росія) — український футболіст, півзахисник «Металіста 1925». Син Юрія Калітвінцева — у минулому футболіста київського «Динамо», нині футбольного тренера.

## Клубна кар'єра

### Рання кар'єра
Народився 4 січня 1993 в родині футболіста Юрія Калітвінцева. Владислав почав займатися з м'ячем із шести років. Коли йому виповнилося вісім, батько відвів до київської дитячої футбольної школи «Євробіс». Групи хлопців 1993 року народження там ще не було, тому Калитвинцеву-молодшому довелося грати з футболістами на два роки старшими. Через два роки його запросили до ДЮФШ «Динамо» (Київ), де його першими тренерами стали Валерій Шабельников та Євген Рудаков. А за кілька років групу очолили Павло Кікоть та Олександр Біба.

### «Динамо-2»
У 16 років Калітвінцева перевели до другої динамівської команди, яку тренував його батько, й почали поступово залучати до офіційних ігор. У професійних змаганнях Владислав дебютував 17 квітня 2009 року в домашній грі проти ужгородського «Закарпаття», відігравши один тайм.
15 вересня 2009 року забив свій дебютний м'яч у ворота ФК «Харків» зі штрафного. За грою спостерігав головний тренер Валерій Газзаєв, який згодом взяв 17-річного перспективного гравця на обидва зимових збори основної команди. У контрольних матчах півзахисник на лівому фланзі півзахисту не побоювався брати гру на себе, обігрував суперників та в першому ж поєдинку відзначився забитим м'ячем. Після завершення зборів Владислав залишився в складі основної команди.

### «Динамо»

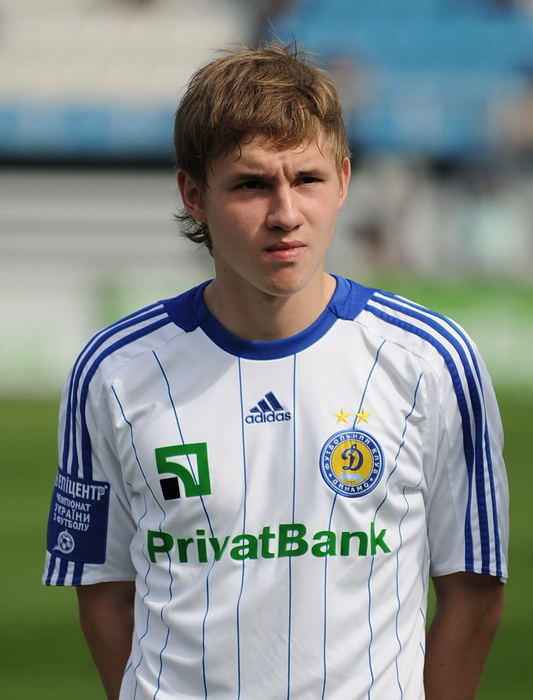
Владислав Калітвінцев в дебютному для себе матчі за «Динамо». 9 травня 2010 року

В останньому матчі сезону 2009/10 проти запорізького «Металурга», який відбувся 9 травня 2010 року, Калітвінцев дебютував в основному складі команди, провівши на полі 61 хвилину, після чого був замінений на Андрія Ярмоленка. Причому, Владислав не лише відзначився гольовою передачею, коли Артем Мілевський забивав другий м'яч, але й побив клубний рекорд, ставши наймолодшим (17 років 4 місяці та п'ять днів) дебютантом в історії київського «Динамо» в національній першості. До цього рекорд належав Олександру Алієву, який дебютував у віці 17 із половиною років.
На початку осені 2010 року футболіст зазнав травми коліна, через яку вибув на півроку, але 9 квітня 2011 року своє повернення на поле відзначив забитим м'ячем у ворота резервістів запорізького «Металурга». За місяць, 15 травня 2011 року, Юрій Сьомін випустив Калітвінцева на заміну на 73-й хвилині замість Артема Мілевського в матчі з луцькою «Волинню».

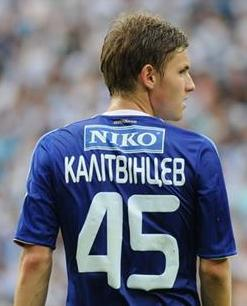
Владислав Калітвінцев у своєму єдиному матчі за основну команду «Динамо» у сезоні 2012/13

Із початку сезону 2011/12 Владислав став головним бомбардиром команди в молодіжній першості, забивши в 9 матчах 6 голів, а також провів 21 вересня гру за основну команду в кубку України проти кременчуцького «Кременя», відігравши весь матч. Проте незабаром знову зазнав травми, що залишила Владислава без футболу до січня 2012 року. Після відновлення продовжив виступи за молодіжну команду, зігравши за основу лише один матч — 22 квітня в виїзній грі чемпіонату проти «Волині», вийшовши на останні 7 хвилин гри замість Олександра Алієва.
У сезоні 2012/13 також виступав виключно за «молодіжку», вийшовши в основному складі лише в грі останнього туру проти запорізького «Металурга», відігравши 59 хвилин, після чого був замінений на Дуду.

### «Слован»
У липні 2013 року, підписавши з киянами новий трирічний контракт, був відданий на правах оренди до кінця року в чеський «Слован» (Ліберець), де приєднався до іншого «динамівця» Сергія Рибалки, що виступав за чеський клуб на правах оренди з початку року. 18 липня 2013 року зіграв першу гру за «Слован» в матчі Ліги Європи проти латвійського «Сконто», вийшовши в стартовому складі, завдяки чому дебютував у єврокубках. Всього за чеський клуб до кінця року провів 13 матчів у чемпіонаті, а також провів 11 матчів (1 гол) в Лізі Європи, допомігши команді подолати груповий етап. В грудні Владислав покинув «Слован».

### «Динамо»

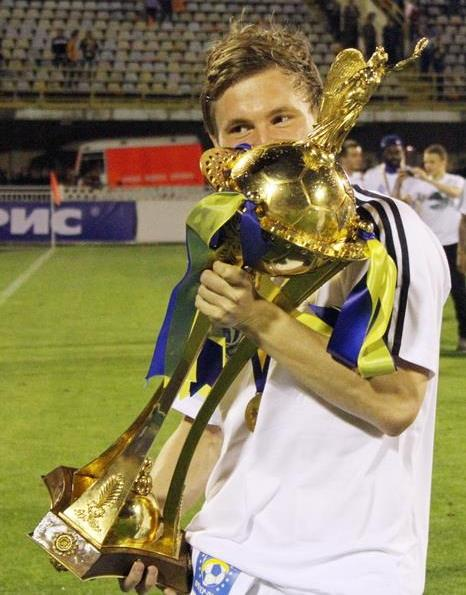
Владислав Калітвінцев з кубком України після перемоги у турнірі. 15 травня 2014 року

З початку 2014 року тренувався з основною командою «Динамо» на зимових зборах в Іспанії. Проте, не маючи права того сезону виступати за «Динамо» в Лізі Європи, на Кіпр на матч проти «Валенсії» не поїхав і залишився в Києві, де 17 лютого біля вулиці Інститутської був жорстоко побитий «тітушками». Владислава вдарили кастетом в обличчя і футболіст знепритомнів. Друг Владислава допоміг йому дістатись до лікарів, які констатували перелом щелепи. Через травму і відновлення футболіст пропустив старт другої частини чемпіонату, повернувшись на поле лише в кінці березня в матчі молодіжних команд. Проте головний тренер основної команди Олег Блохін не бачив Калітвінцева в першій команді, і Владислав змушений був грати лише за молодіжну команду.
Лише після того, як у середині квітня 2014 року Блохіна на посаді тренера змінив Сергій Ребров, Калітвінцева стабільно включали в заявку «Динамо». Вперше за «біло-синіх» того сезону Владислав вийшов на поле 27 квітня в матчі чемпіонату проти донецького «Металурга», змінивши на 59-й хвилині Даніло Сілву і за 15 хвилин відзначився своїм дебютним голом за «Динамо». Після цього до кінця сезону Калітвінцев зіграв ще у двох матчах чемпіонату і двох матчах національного кубку, в тому числі й у переможному фіналі, де Владислав вийшов на останніх хвилинах замість Дениса Гармаша.

### «Чорноморець»
23 червня 2015 року одеський «Чорноморець» оголосив про оренду Калітвінцева в київського «Динамо». 18 липня того ж року дебютував за одеситів в УПЛ у виїзній грі проти донецького «Олімпіка» (2:2) і відразу відкрив лік голам за нову команду. За два неповних сезони провів за «Чорноморець» 34 матчі, в яких забив 5 м'ячів.

### «Зоря»
У лютому було оголошено, що Калітвінцев проведе рік в оренді у складі луганської «Зорі», за яку в підсумку зіграв 15 матчів і забив 2 гола.

### «Арсенал» (Київ)
У грудні 2017 року футболіст повернувся до «Динамо», але, провівши за киян лише одну гру в УПЛ в сезоні 2018/19, підписав річну оренду із київським «Арсеналом». 3 березня 2019 року дебютував за нову команду в чемпіонаті у виїзній грі проти донецького «Олімпіка» (1:0). До кінця турніру провів за киян 11 матчів, у яких відзначився одним влучним ударом.

### «Десна»

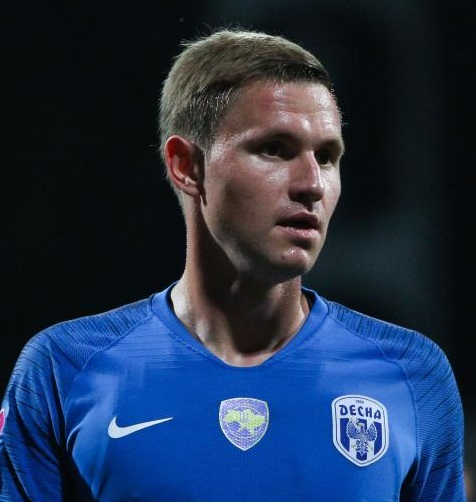
Владислав Калітвінцев у складі «Десни»

Після завершення сезону 2018/19 отримав статус вільного агента і в червні 2019 року підписав дворічний контракт із чернігівською «Десною». У сезоні 2019/20 чернігівська команда перебувала серед лідерів Прем'єр-ліги та змагалася з «Динамо» й «Зорею» за друге місце в чемпіонаті України. Калітвінцев розпочав відлік забитих м'ячів за нову команду в матчі 2-го туру з «Ворсклою» (2:0). Відзначився голом та асистом у переможному матчі 7-го туру проти «Динамо» (2:1), був визнаний найкращим гравцем туру. У виїзній грі з «Карпатами», яку «Десна» виграла з рахунком 6:2, забив 2 м'ячі. Загалом упродовж сезону забив 6 голів і віддав 3 гольові передачі, а «Десна» посіла в підсумку 4-те місце та здобула право на участь у кваліфікації Ліги Європи.
У сезоні 2020/21 «Десна», попри те, що більшу частину сезону перебувала в першій «п'ятірці», провалила кінцівку чемпіонату й опинилась у підсумку на 6-му місці, не потрапивши до єврокубків. Калітвінцев протягом сезону був стабільним гравцем основного складу, забив 1 гол і віддав 5 гольових передач. Відіграв повний матч третього кваліфікаційного раунду Ліги Європи проти німецького «Вольфсбурга», у якому «Десна» поступилася з рахунком 0:2.
У сезоні 2021/22 «Десна» втратила багатьох гравців «основи» та мала відчутні проблеми з фінансуванням, однак несподівано стартувала з 4 перемог поспіль і перед 5-м туром перебувала на 1-му місці. Калітвінцев у перших чотирьох іграх сезону відзначився 6 результативними діями (2 голи й 4 асисти). Проте, згодом результати команди значно погіршали — першу частину сезону вона завершила на 7-му місці. Сайт SportArena вніс Владислава до списку 33 найкращих футболістів Прем'єр-ліги в недограному через російське вторгнення сезоні 2021/22. У підсумку Калітвінцев провів у Чернігові три сезони, протягом яких зіграв 63 матчі в еліті українського футболу й відзначився 10 влучними ударами у ворота суперників та 12 гольовими передачами.

### «Олександрія»
10 січня 2022 року перейшов до «Олександрії». 29 серпня того ж року дебютував за нову команду в рамках УПЛ у домашній грі проти «Минаю» (2:1). Перший забитим м'ячем за «Олександрію» відзначився 5 вересня того ж року у програній домашній грі у ворота харківського «Металіста» (1:3). За два сезони провів за олександрійців 46 матчів у всіх турнірах і відзначився трьома забитими голами.

## Збірна
Пройшов усі рівні юнацьких і молодіжних збірних України, за які виступав з 2008 року. У вересні 2021 року внесений Олександром Петраковим до резервного списку національної збірної України.

## Ігрова кар'єра
Станом на 26 травня 2024 року
| Сезон                    | Команда                  | Ліга                     | Матчі | М'ячі |
| ------------------------ | ------------------------ | ------------------------ | ----- | ----- |
| 2008/09                  | «Динамо-2»               | Перша ліга               | 4     | 0     |
| 2009/10                  | «Динамо-2»               | Перша ліга               | 10    | 2     |
| Загалом за «Динамо-2»    | Загалом за «Динамо-2»    | Загалом за «Динамо-2»    | 14    | 2     |
| 2009/10                  | «Динамо»                 | Прем'єр-ліга             | 1     | 0     |
| 2010/11                  | «Динамо»                 | Прем'єр-ліга             | 1     | 0     |
| 2011/12                  | «Динамо»                 | Прем'єр-ліга             | 1     | 0     |
| 2012/13                  | «Динамо»                 | Прем'єр-ліга             | 1     | 0     |
| Загалом за «Динамо»      | Загалом за «Динамо»      | Загалом за «Динамо»      | 4     | 0     |
| 2013/14                  | «Слован»                 | Гамбрінус ліга           | 13    | 0     |
| 2013/14                  | «Динамо»                 | Прем'єр-ліга             | 3     | 1     |
| 2014/15                  | «Динамо»                 | Прем'єр-ліга             | 6     | 1     |
| 2015/16                  | «Чорноморець»            | Прем'єр-ліга             | 20    | 5     |
| 2016/17                  | «Чорноморець»            | Прем'єр-ліга             | 12    | 0     |
| Загалом за «Чорноморець» | Загалом за «Чорноморець» | Загалом за «Чорноморець» | 32    | 5     |
| 2016/17                  | «Зоря»                   | Прем'єр-ліга             | 9     | 1     |
| 2017/18                  | «Зоря»                   | Прем'єр-ліга             | 6     | 1     |
| Загалом за «Зорю»        | Загалом за «Зорю»        | Загалом за «Зорю»        | 15    | 2     |
| 2018/19                  | «Динамо»                 | Прем'єр-ліга             | 1     | 0     |
| Загалом за «Динамо»      | Загалом за «Динамо»      | Загалом за «Динамо»      | 14    | 2     |
| 2018/19                  | «Арсенал»                | Прем'єр-ліга             | 11    | 1     |
| 2019/20                  | «Десна»                  | Прем'єр-ліга             | 26    | 6     |
| 2020/21                  | «Десна»                  | Прем'єр-ліга             | 21    | 1     |
| 2021/22                  | «Десна»                  | Прем'єр-ліга             | 16    | 3     |
| Загалом за «Десну»       | Загалом за «Десну»       | Загалом за «Десну»       | 63    | 10    |
| 2022/23                  | «Олександрія»            | Прем'єр-ліга             | 20    | 2     |
| 2023/24                  | «Олександрія»            | Прем'єр-ліга             | 24    | 1     |
| Загадом за «Олександрію» | Загадом за «Олександрію» | Загадом за «Олександрію» | 44    | 3     |

## Цікаві факти
- Закінчив школу з поглибленим вивченням іноземних мов. Володіє французькою, англійською та німецькою мовами;
- Найбільше Владу подобалися точні науки: фізика та особливо хімія;
- Після кожного тренування залишається на полі та б'є по воротах, навіть без голкіпера, відпрацьовуючи удар у «дев'ятку»;
- В «Динамо» потоваришував із нігерійцем Лукманом Аруною, з яким практикувався у спілкуванні англійською мовою[35].

## Досягнення

### Клубні
- Володар Кубка України: 2013/14

### Індивідуальні
- Найкращий півзахисник Меморіалу Лобановського: 2013